# ARN missatger

Cicle vital d'una molècula d'ARNm en una cèl·lula eucariota. L'ARN és transcrit dins el nucli cel·lular i, una vegada processat completament, és transportat al citoplasma i traslladat al ribosoma, on és traduït una o més vegades i, finalment, és degradat.

L'àcid ribonucleic missatger (ARNm o mRNA) és una molècula d'ARN que serveix de model químic per a crear un producte proteic. L'ARNm és transcrit a partir d'una plantilla d'ADN i porta informació codificada fins a les regions on se sintetitzen les proteïnes: els ribosomes. Aquí, el polímer d'àcid nucleic és traduït en un polímer d'aminoàcids: una proteïna. Tant a l'ARN com a l'ADN, la informació genètica està codificada en la seqüència de 4 nucleòtids diferents agrupats en codons de tres bases cadascun. Cada codó codifica un aminoàcid específic, excepte el codó STOP que indica el final de la síntesi proteica. Aquest procés requereix dos tipus d'ARN: l'ARN de transferència (ARNt) reconeix el codó i aporta l'aminoàcid corresponent a la cadena proteica en síntesi, mentre que l'ARN ribosòmic (ARNr) és el component central de la maquinària de síntesi proteica.

## "Cicle vital" de l'ARNm
El breu cicle vital de l'ARNm comença amb la transcripció a partir d'ADN i acaba en degradació. Durant la seva vida, una molècula d'ARNm pot ser processada, editada i transportada principalment per a la traducció. Les molècules d'ARNm eucariòtic sovint requereixen un processament i transport molt complexos, mentre que les procariotes, no.

### Transcripció
Durant la transcripció, l'ARN polimerasa genera una còpia d'un gen d'ADN en forma de molècula d'ARN. Aquest procés és força similar en eucariotes i procariotes. De totes maneres, hi ha una diferència notable, ja que l'ARN polimerasa eucariòtica s'associa amb enzims processadors d'ARNm durant la transcripció, fet que agilitza força el procés un cop iniciat. El producte immediat, el pre-ARNm, ha de patir encara un complex processament per arribar a ser ARNm madur.

### Processament del pre-ARNm
El processament de l'ARNm difereix bastant entre eucariotes, bacteris i arqueus. L'ARNm no eucariòtic és essencialment madur quan és acabat de transcriure i no requereix cap processament, a excepció d'alguns pocs casos. El pre-ARNm eucariota, en canvi, requereix un llarg i complex processament.

#### Empalmament
L'empalmament (splicing en anglès) és el procés mitjançant el qual el pre-ARNm és modificat per tal de retirar certs fragments interns de seqüència no codificant, anomenats introns. Els fragments que codifiquen la proteïna i que, per això, no són delecionats són els exons. A vegades, un mateix ARNm pot patir un procés d'empalmament específic segons el context químic i biològic, de manera que permet que un mateix gen codifiqui diverses proteïnes segons les necessitats; es parla llavors d'empalmament alternatiu. L'empalmament és dut a terme normalment a través d'un complex format per proteïnes i ARN anomenat complex de tall i unió (spliceosoma en anglès), però algunes molècules d'ARN són capaces de catalitzar els seus propis processos d'empalmament gràcies a la seva capacitat autocatalítica com a ribozims.

#### Addicció de la caputxa 5'
La caputxa 5'  és un nucleòtid de guanina modificat que s'afegeix al capdavant (extrem 5') del pre-ARN utilitzant l'enllaç 5-trifosfat. Aquesta modificació és crítica i fonamental per al reconeixement i la correcta classificació de l'ARNm en el ribosoma, així com per a la protecció de l'ARNm de les 5' exonucleases. També és força important per a altres processos essencials com l'empalmament i el transport.

#### Correcció
En alguns casos, l'ARNm és corregit, canviant-ne la composició dels nucleòtids. En seria un exemple l'ARNm de l'apolipoproteïna B, que és editat i modificat en alguns teixits però no en d'altres. La correcció crea un codó stop abans (seqüencialment parlant) del final predeterminat. Això dona lloc a proteïnes més curtes i petites.

#### Poliadenilació
La poliadenilació consisteix a enllaçar covalentment un grup poliadenilil a una molècula d'ARN missatger. En els organismes eucariotes, la majoria dels ARNm són poliadenilats pel seu extrem 3'. L'anomenada 'cua poli-A' i la proteïna que la cobreix protegeixen temporalment l'ARNm de la degradació per exonucleases. La poliadenilació és, també, força important per al final de la transcripció, l'exportació de l'ARNm fora del nucli i la seva traducció. El fenomen de la poliadenilació d'ARNm es pot donar, també, en organismes procariòtics, on, a diferència dels casos anteriors, s'ocupa de facilitar, més que no pas d'evitar, la degradació per acció de les exonucleases.
La poliadenilació es duu a terme durant la transcripció de l'ARNm o immediatament després. Una vegada ha estat transcrita, la cadena d'ARNm es talla per l'acció d'un complex format per endonucleases associat a ARN polimerasa, que li adhereixen la cua poli-A. La regió de tallada és localitzable gràcies a la seva proximitat a la seqüència de bases AAUAAA. Una vegada tallat, l'ARN missatger rep de 80 a 250 residus d'adenosina en el seu extrem 3', reacció que és catalitzada per la poliadenilat polimerasa.

### Transport
Una altra diferència entre eucariotes i procariotes es troba en el transport d'ARNm. Com que, en eucariotes, l'ARNm és transcrit en un compartiment diferent d'on serà traduït, cal que sigui exportat des del nucli fins al citoplasma. Els ARNm madurs són reconeguts gràcies a les modificacions posttranscripcionals i exportats a través de porus nuclears.

### Traducció
Atès que l'ARNm procariòtic no han de ser processat ni transportat, la traducció a càrrec dels ribosomes pot començar immediatament després de la transcripció. Per tant, es considera que, en els procariotes, la traducció està acoblada a la transcripció.
L'ARNm eucariota madur i exportat al citoplasma pot ser traduït pel ribosoma. Es pot dur a terme en el mateix citoplasma, a través dels ribosomes lliures o, com succeeix habitualment, l'ARNm és dirigit al reticle endoplasmàtic gràcies a una seqüència senyal on els ribosomes integrats en el reticle s'encarregaran de la seva traducció.Tal com es pot comprovar, la traducció no es dona, com en els procariotes, de forma acoblada a la transcripció.

### Degradació
Al cap d'un cert temps, l'ARN missatger és degradat, sovint amb l'ajuda d'ARNases. Aquest cicle de vida limitat capacita la cèl·lula per modificar de forma ràpida la seva síntesi proteica d'acord amb les seves necessitats.
Cada tipus d'ARNm té un determinat temps de vida. Als bacteris, poden durar des d'uns segons fins més d'una hora; en mamífers, la longevitat varia des d'uns quants minuts fins a dies. La durada del cicle vital no és només una qüestió temporal: la quantitat de proteïna que es pot produir mitjançant un sol ARNm depèn completament de la seva estabilitat. La presència de seqüències riques en AU és un element desestabilitzador dels ARNm en alguns mamífers, ja que hi ha certs enzims que tendeixen a associar-s'hi. La ràpida degradació associada a seqüències riques en AU és un mecanisme fonamental per prevenir la sobreproducció de citocines potents com el Factor de necrosi tumoral (TNF) i el Factor estimulador de colònies de macròfags i granulòcits (GM-CSF).

## Estructura de l'ARNm

Estructura d'un ARNm madur eucariota. El processament complet dels ARNm inclou una caputxa 5', 5'UTR,regió codificant, 3'UTR i la cua poli-A.

### Caputxa 5'
La caputxa 5' és un nucleòtid de guanina modificat que ha estat adherit al capdavant (extrem 5') d'una molècula d'ARNm en cèl·lula eucariota poc després de l'inici de la transcripció. La caputxa consisteix en un residu terminal de 7-metilguanosina enllaçat amb un pont 5'-5'trifosfat al primer nucleòtid transcrit. La seva presència és fonamental perquè el ribosoma el reconegui i per protegir-lo de les ARNases.
L'addicció de la caputxa és un procés acoblat a la transcripció, de manera que els dos processos s'influeixen mútuament. Poc després de l'inici de la transcripció, l'extrem 5' de l'ARNm que s'està sintetitzant és enllaçat amb un complex sintetitzador de caputxes associat amb l'ARN polimerasa. Aquest complex enzimàtic catalitza les reaccions químiques requerides en aquest procés bioquímic format per molts passos.
En primer lloc, l'enzim fosfohidrolasa construeix els ponts fosfodièster gamma mentre elimina els fosfats alfa i beta. Després, l'enzim guaniniltransferasa transfereix una guanina i el seu fosfat alfa en el fosfat beta de l'extrem 5' de l'ARNm, donant lloc a un enllaç 5'-5'trifosfat. El tercer pas és la metilació, per part de l'enzim guanina-7-metiltransferasa, de la posició 7-nitrogen de la guanina acabada d'adherir. Finalment, la 2'-0-metiltransferasa metila la posició 2' de la ribosa. Aquest grup metil aporta més estabilitat a l'ARNm gràcies a la protecció de l'enllaç fosfoèster de l'atac nucleofílic de l'Hidrogen veí. Una vegada formada la caputxa 5', la molècula d'ARNm se separa del complex sintetitzador de caputxes.

### Regions codificants
Les regions codificants estan formades per codons que són descodificades i traduïdes en proteïna gràcies al ribosoma. Les regions codificants comencen en el codó d'inici i acaben amb el codó stop. Algunes porcions de les regions codificants poden servir de regions reguladores en el pre-ARNm, ja que són reconegudes per unes proteïnes potenciadores de l'empalmament (splicing enhancer), i per les proteïnes silenciadores i, per tant, són capaces de determinar quines regions del pre-ARNm seran eliminades durant el procés d'empalmament.

### ARNm monocistrònic i policistrònic
Una molècula d'ARNm s'anomena monocistrònica quan conté la informació genètica per a traduir una sola proteïna. És el cas de la majoria dels ARNm eucariòtics. D'altra banda, els ARNm policistrònics duen la informació necessària per a diverses proteïnes; acostumen a trobar-se en bacteris i arqueus. S'utilitza el terme dicistrònic per anomenar els ARNm que codifiquen dues proteïnes.

### Regions no traduïdes
Les regions no traduïdes (UTR, de l'anglès untranslated regions) són porcions de l'ARNm situades abans del codó d'inici de la traducció i després del codó stop que no es tradueixen, anomenades 5'UTR i 3'UTR, respectivament. Aquestes regions són transcrites com una part del mateix transcrit que la regió codificant. S'han atribuït diverses funcions en l'expressió gènica a aquestes regions no codificants, entre les quals es troben l'estabilitat de l'ARNm, la seva localització i la seva eficiència traduccional. L'habilitat d'una UTR per dur a terme cadascuna d'aquestes funcions depèn de la seqüència d'aquesta UTR i pot diferir entre ARNm diferents.
Les UTRs podrien fer més estables els ARNm variant la seva afinitat pels enzims ribonucleases i per altres proteïnes promotores o inhibidores de la degradació de l'ARN.
L'eficiència traduccional i també la seva inhibició poden estar mediades per UTRs. Diverses proteïnes que poden unir-se a les regions 3' o 5' UTR podrien afectar la traducció interferint en l'habilitat del ribosoma per unir-se a l'ARNm. Els microARN podent unir-se, també, a les regions 3'UTR i afectar l'estabilitat o l'eficiència de l'ARNm.
La localització citoplasmàtica dels ARNm es creu que també està determinada per la 3'UTR. Les proteïnes que es necessiten en una regió de la cèl·lula determinada i que han de ser-hi transportades, poden tenir seqüències especials dins la 3'UTR que permeten que el transcrit sigui traduït en aquella regió.
Alguns dels elements continguts en les UTR formen unes estructures secundàries característiques quan són transcrites. Aquests elements estructurals també estan involucrats en la regulació de l'ARNm. Alguns, com ara els elements SECIS són dianes per a la unió amb determinades proteïnes. Un tipus d'element de l'ARNm, el riboswitch (de l'anglès, interruptor de ribosa), s'enllaça a unes molècules petites, de manera que canvia els seus nivells de transcripció i traducció. En aquests casos, l'ARNm s'autoregula.

### Cua 3'poli-A
La cua 3'poli-A és una llarga seqüència de nucleòtids d'adenina (sovint, uns quants centenars) afegits a la «cua» (extrem 3') del pre-ARNm a través de l'acció de l'enzim poliadenilat polimerasa. En els eucariotes superiors, la cua poli-A s'afegeix a aquells transcrits que presenten el senyal AAUAAA. La importància d'aquest senyal ha estat demostrada gràcies a la mutació del gen humà 2-globina que canvia la seqüència original d'AATAAA a AATAAG, i que pot comportar greus deficiències en l'hemoglobina.

## ARN contra-sentit
Durant la transcripció, la doble cadena d'ADN produeix ARN en el sentit "correcte" de la cadena. L'altra, la cadena d'ADN complementària s'anomena cadena en sentit contrari. L'ARNm contra-sentit és l'ARNm complementari a la seqüència d'un o més ARNm. En alguns organismes, la presència d'un ARNm contra-sentit pot inhibir l'expressió gènica unint-se amb l'ARNm complementari. Com que l'ARNm ha de ser d'una sola cadena per ser traduït, aquest mecanisme tan simple el pot bloquejar.
En recerca bioquímica, aquest efecte s'ha utilitzat per estudiar la funció gènica. Afegint-li el seu complementari, podem veure les conseqüències del bloqueig. Aquest tipus d'estudis s'han fet en el cuc Caenorhabditis elegans i en el bacteri Escherichia coli. Això té un important paper en la interferència de l'ARN i en la seva transcripció.